# Margherita II di Danimarca
Margherita II di Danimarca (in danese Margrethe Alexandrine Þórhildur Ingrid; Copenaghen, 16 aprile 1940) è stata regina di Danimarca dal 1972 al 2024.
Figlia maggiore di Federico IX e della regina Ingrid, divenne l'erede al trono di suo padre nel 1953, anno in cui un emendamento costituzionale permise alle donne di far parte della linea di successione. Così divenne la prima sovrana in Danimarca dai tempi di Margherita I, che governò sull'Unione di Kalmar. Prima di accedere al trono, sposò nel 1967 il francese Henri de Laborde de Monpezat, da cui ha avuto i figli Federico X e Gioacchino.
Durante il suo regno ha ampliato la modernizzazione della monarchia avviata dal padre. È nota per la sua presenza pubblica sicura e discreta, che ha portato a una maggiore apertura della casa reale. Degni di nota sono i suoi interessi per l'arte (da studentessa illustrò Il Signore degli Anelli) e per l'archeologia, che ha coltivato sin dalla giovinezza. Ha abdicato al trono in favore del primogenito in coincidenza con il suo 52⁰ anniversario di regno, il 14 gennaio 2024.
Il suo regno è stato definito il più longevo della storia danese nel luglio del 2023, avendo superato quello di Cristiano IV (che fu il titolare ufficiale del trono per sei decenni, ma di fatto governò per 51 anni).

## Biografia

### Infanzia ed erede al trono

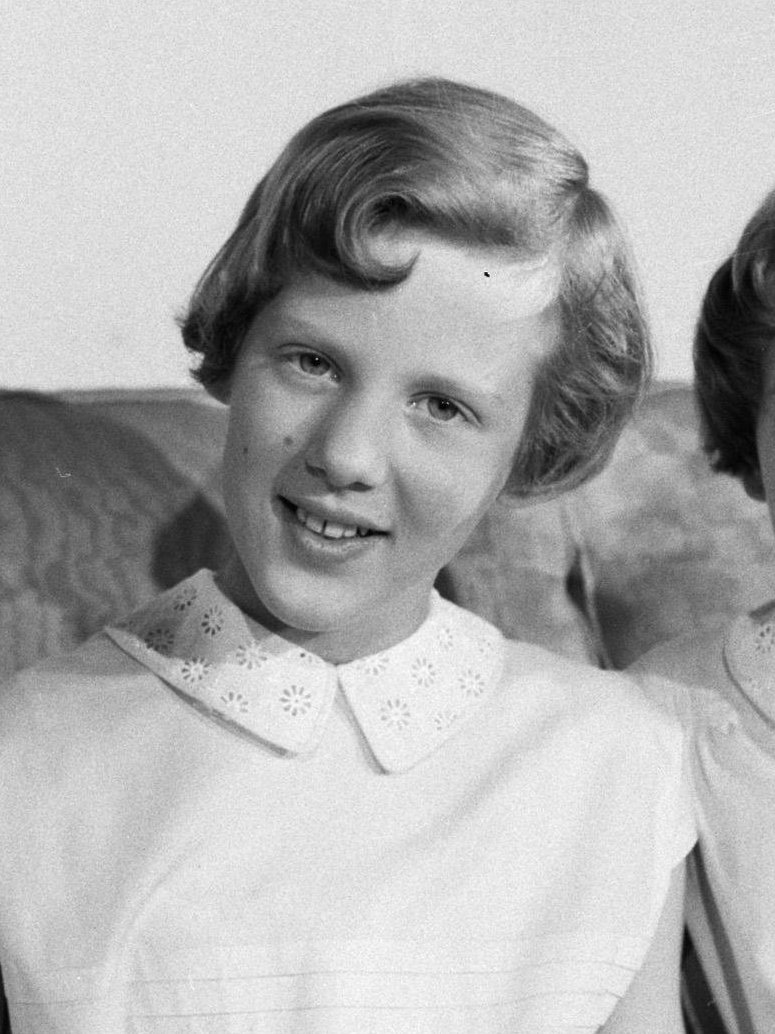
La principessa Margherita nel 1954

Margherita II è nata alle 10:10 del 16 aprile 1940 nel palazzo di Federico VIII ad Amalienborg, primogenita del principe ereditario Federico e di Ingrid di Svezia. Venne alla luce a una settimana dall'invasione della Danimarca da parte della Germania nazista, motivo per il quale la sua nascita venne celebrata issando le bandiere nazionali, senza sparare i consueti 21 colpi di cannone. Fu battezzata il 14 maggio nella chiesa di Holmen e i suoi padrini furono il nonno Cristiano X, lo zio Knud, il principe Axel, il bisnonno Gustavo V di Svezia, il nonno e lo zio Gustavo Adolfo e il bisnonno Arturo di Sassonia-Coburgo-Gotha. Le furono dati i seguenti nomi:
- Margherita, in onore della nonna materna inglese Margherita di Connaught, dalla quale deriva il soprannome della regina, Daisy (traduzione inglese del fiore margherita);[7]
- Alessandrina, in onore della nonna paterna, Alessandrina di Meclemburgo-Schwerin;[8]
- Þórhildur, nome islandese motivato dall'unione personale dell'epoca tra l'Islanda e la Danimarca, talvolta anglicizzato in Thorildur.[7][9]
- Ingrid, in onore di sua madre.[8]

Sin dalla liberazione avvenuta nel maggio del 1945, Margherita ebbe modo di coltivare l'interesse per il teatro e in seguito per il balletto con la ballerina Edel Pedersen. A 13 anni fu ammessa come membro nell'Associazione Ornitologica Danese.
All'epoca della sua nascita, le leggi che regolavano la linea di successione al trono accettavano solamente gli uomini come potenziali sovrani. Si trattava di una disposizione ormai percepita come obsoleta, al punto che sia la politica che la popolazione iniziarono a volerne una revisione, anche perché Margherita non aveva fratelli maschi (l'erede al trono era infatti suo zio Knud). Un referendum indetto nel 1953 accettò le donne alla successione in assenza di figli di sesso maschile (tale condizione fu applicata in seguito alle richieste dei conservatori).
Secondo la storica Jeanette Varberg, il fatto che i danesi scelsero consapevolmente Margherita come futura monarca è stato un punto di riferimento per il raggiungimento della parità tra i sessi nella società danese. Acquisì ufficialmente il titolo di "erede al trono" il 5 giugno dello stesso anno. Il 1⁰ aprile 1955 venne cresimata nel palazzo di Fredensborg.

### Istruzione

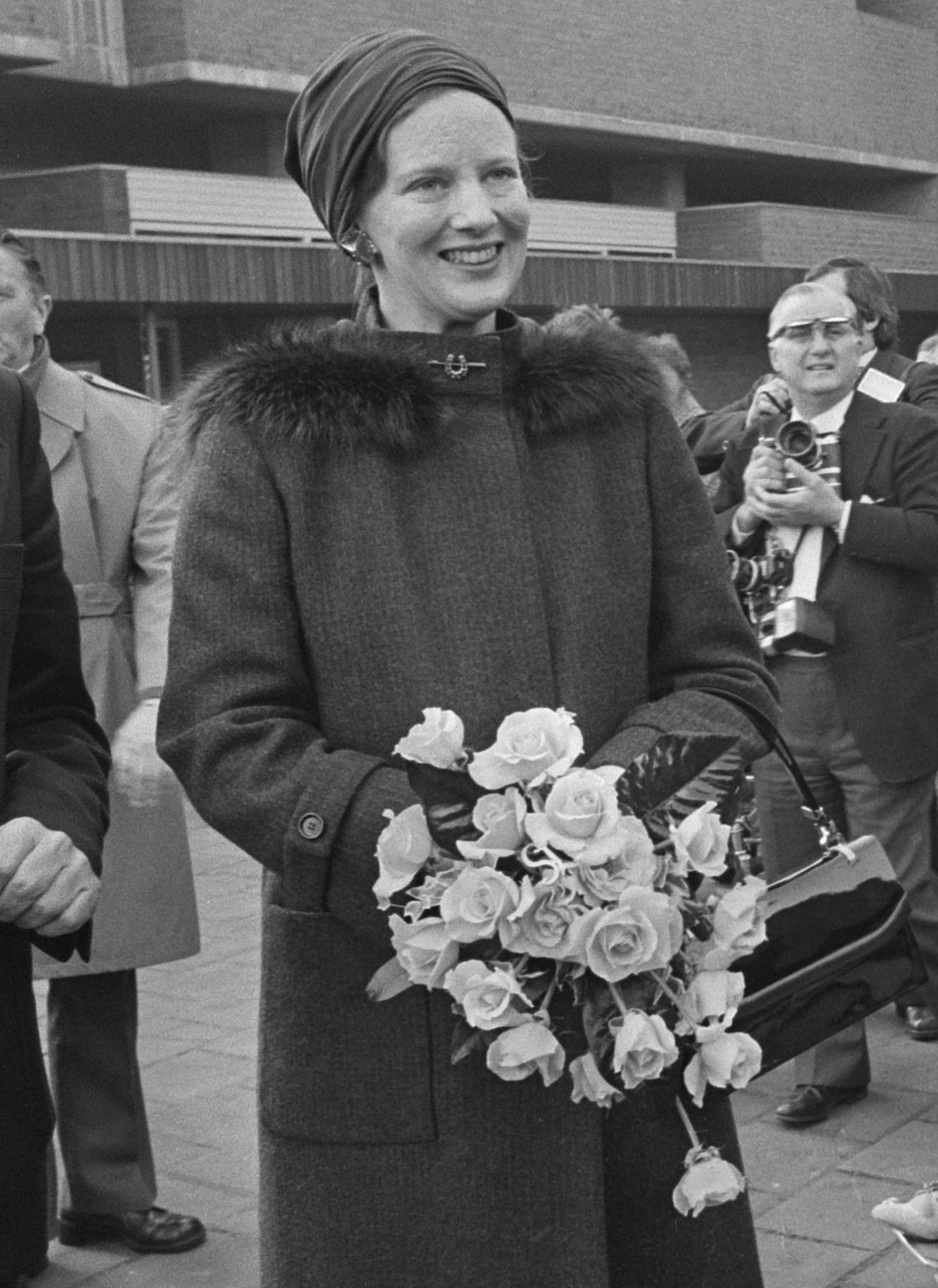
Margherita II nel 1975

Dal 1946 ricevette la sua prima istruzione all'interno della residenza reale, fino al 1949, e frequentò anche la scuola privata N. Zahles Skole fino al 1955. Da allora studiò per un anno presso il North Foreland Lodge, un collegio nell'Hampshire, poi tornò alla N. Zahles Skole dove si diplomò nel giugno 1959.
Dal 1958 prestò servizio militare volontario nel Kvindeligt Flyverkorps, fino al 1970. Il 16 aprile dello stesso anno, compiuti i 18 anni, venne ammessa nel Consiglio di Stato in qualità di erede al trono. Da allora poté presiederne le riunioni in caso di assenza del re. Dalla fine degli anni '50 iniziò a viaggiare in Italia con il nonno materno, Gustavo VI Adolfo, con il quale condivideva la passione per l'archeologia. Lavorò anche sui siti di scavo del deserto nubiano e in Thailandia.
Nel 1959 visitò per la prima volta le Isole Fær Øer e nel 1960 la Groenlandia. Si recò anche con Astrid di Norvegia e la cugina Margherita di Svezia in visita agli studi della Paramount Pictures a Hollywood, in occasione dell'apertura di una nuova rotta aerea della Danimarca, dove poté incontrare Elvis Presley. In questi anni iniziò a compiere anche viaggi istruttivi, come in Egitto (1962), effettuando ricerche ad Abu Simbel, sul tempio di Ramses II, in Oriente (1963) e America Latina (1966).
Nel 1960 superò l'esame di filosofia all'Università di Copenaghen e si diplomò in archeologia preistorica al Girton College a cavallo con il 1961. Da allora studiò fino al 1962 scienze politiche presso l'Università di Aarhus, alloggiando nel Collegio 9. Infine entrò nel 1963 all'Università di Parigi e alla London School of Economics nel 1965. Nel 1964 divenne membro della Società Reale Nordica degli Antiquari. Oltre al danese, padroneggia l'inglese, il francese, lo svedese e il tedesco.

### Matrimonio

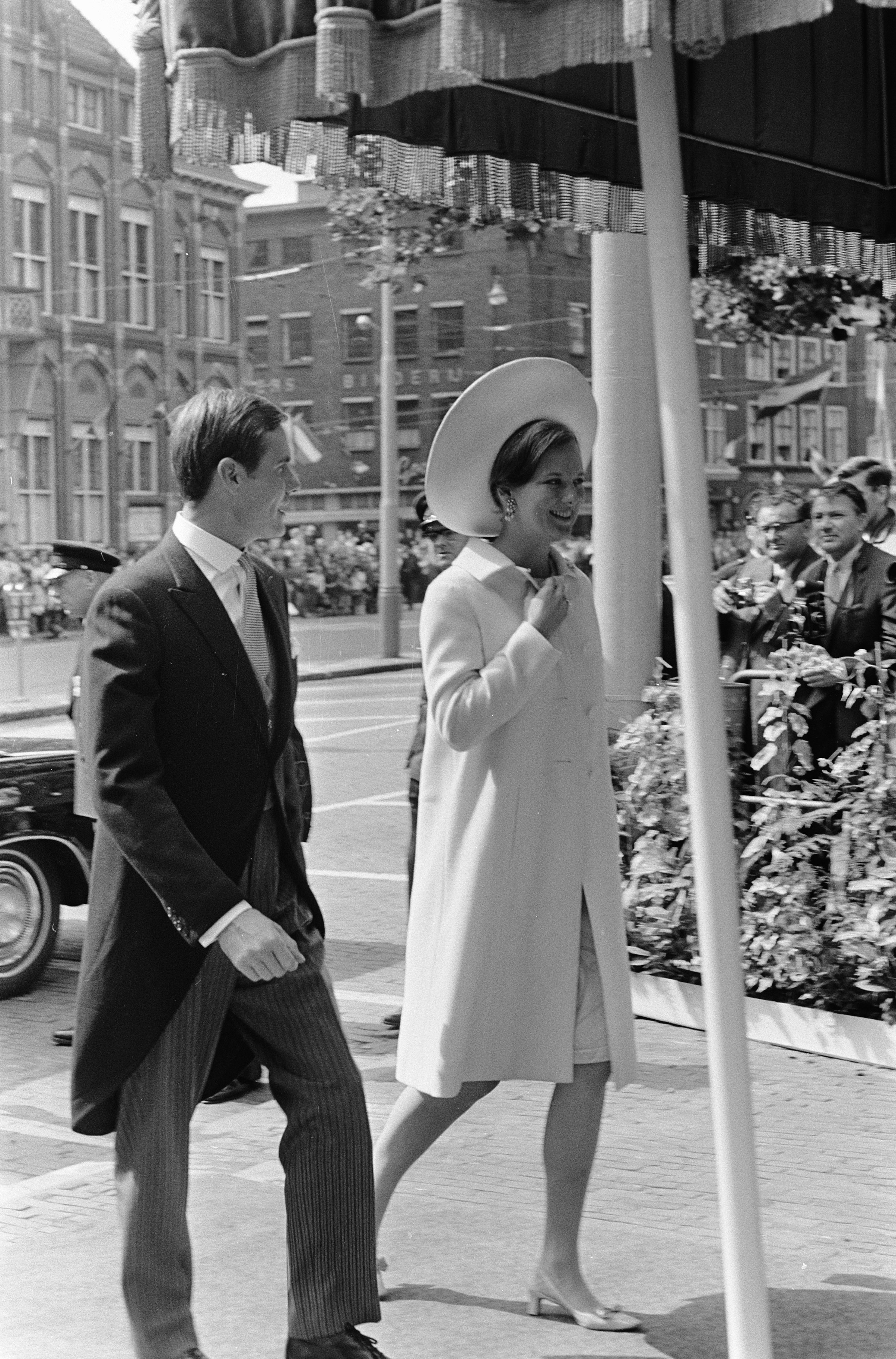
Henri e Margherita all'Aia nel 1967

Nella primavera del 1965 incontrò il diplomatico francese Henri de Laborde de Monpezat in una cena a Londra. Dopo successivi incontri si rividero nel 1966 per un matrimonio in Scozia. Il 5 ottobre fu annunciato il loro fidanzamento e il 10 giugno 1967 si sposarono nella chiesa di Holmen.
Stabilitisi nel palazzo di Cristiano IX ad Amalienborg, nel medesimo anno fondarono l'attuale Dronning Margrethes og Prins Henriks Fond per scopi culturali, scientifici e sociali. Nel 1974 acquistarono come residenza privata il castello de Cayx a Luzech.

### Regno

#### Anni 1970

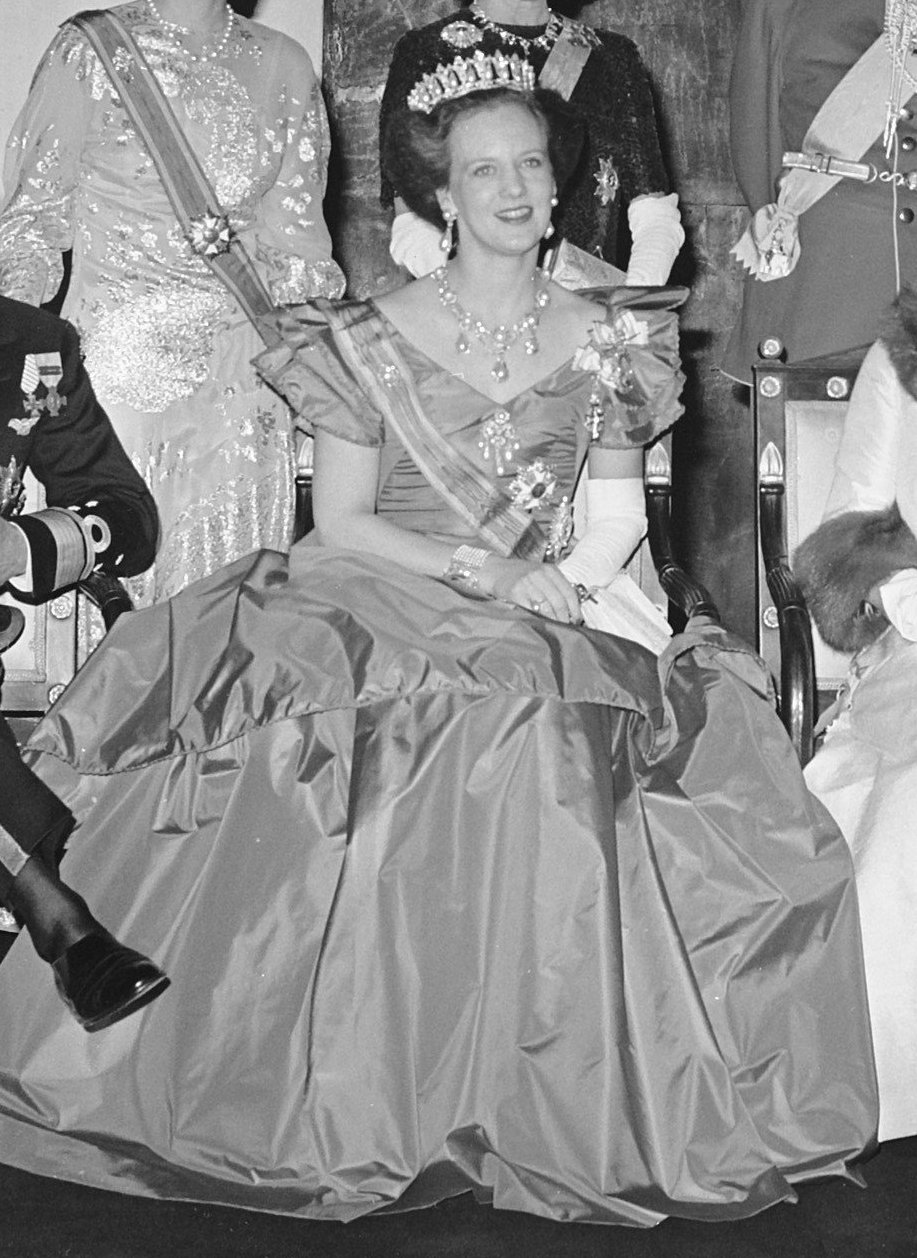
Margherita II nell'ottobre 1975

Margherita salì al trono il 14 gennaio 1972, giorno della morte di suo padre Federico IX. Scrisse il proprio motto "L'aiuto di Dio, l'amore del popolo, la forza della Danimarca" e venne proclamata regina il 15 gennaio sul balcone del palazzo di Christiansborg dal primo ministro Jens Otto Krag. Adottò il "II" come numerale in riconoscimento al regno di Margherita I che, anche se non fu ufficialmente regina, di fatto governò come tale.
Ereditò il trono in un momento di crescita del numero dei repubblicani, dopo gli eventi legati al movimento del Sessantotto, messo comunque in secondo piano dall'adesione del paese alla Comunità economica europea (CEE). Nel 1972 fu anche nominata colonnello in capo alleato nel Queen's Regiment del British Army. Alla vigilia di capodanno si rivolse alla nazione parlando dell'ingresso della Danimarca nella CEE, della guerra del Vietnam e della consapevolezza ambientale.
Nel 1973 compì le sue prime visite di Stato recandosi in Finlandia, Islanda, Norvegia e Svezia. Visitando Amburgo, il 21 giugno 1974 firmò con suo marito il Libro d'Oro della città. Nel 1978 ebbe luogo un importante incontro con la minoranza danese dello Schleswig meridionale, in quanto fu il primo regnante danese a visitare la regione da 114 anni.
Nel settembre del 1979 fu anche il primo capo di Stato occidentale a recarsi in viaggio in Cina, dopo il lancio della politica di "riforma e apertura". Nello stesso anno fu inclusa nel libro Student i Aarhus di Gustav Albecks, raccontando dei suoi studi trascorsi ad Aarhus nel titolo Det urolige paradis.

#### Anni 1980-1990

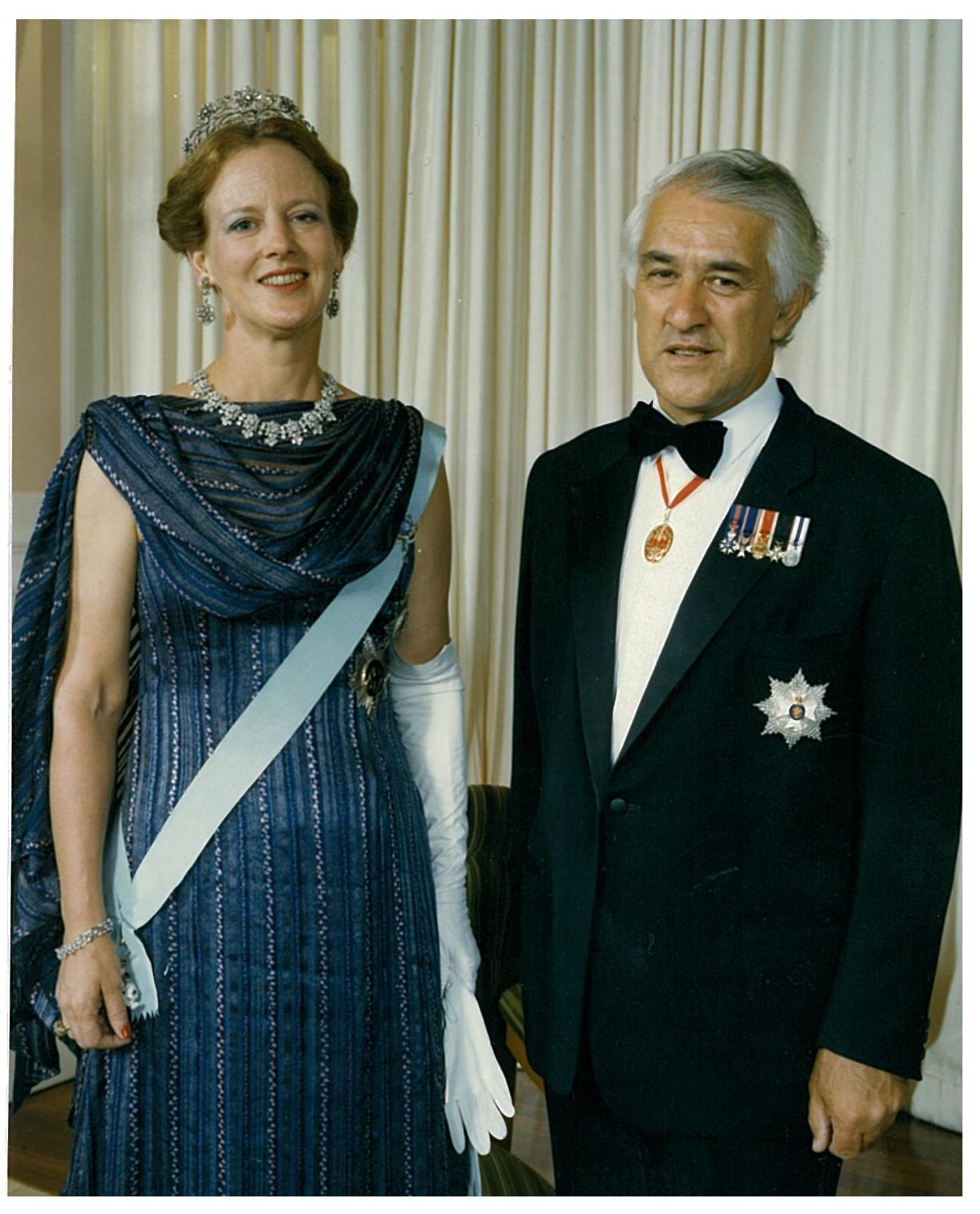
Margherita II con Paul Reeves, 1987

Nel discorso di fine anno del 1984 commentò il rapporto tra la società danese e gli immigrati. In particolare criticò i "commenti stupidi" e la freddezza delle persone nei confronti dei rifugiati, invitando la popolazione all'inclusione dei meno integrati come punto di partenza per migliorare la società. Le sue dichiarazioni fecero scalpore in un periodo in cui era in corso un dibattito sui diritti degli stranieri.
Il termine "dumsmarte", traducibile dal danese con la parola "stupido", fu da allora di impiego comune nel vocabolario danese. Nel 1985 venne ritratta nelle serigrafie dall'artista statunitense Andy Warhol per la serie Reigning Queens. Nell'aprile del 1989 vinse il Modersmål-Prisen per l'utilizzo particolarmente attento ed efficace della lingua danese nell'ambito dei suoi discorsi pubblici.
A dicembre dello stesso anno decise di restituire l'Ordine della Stella di Romania ricevuta per la prima volta nel 1980 da Nicolae Ceaușescu.
Alla fine del 1992, anno in cui la Danimarca vinse il Campionato europeo di calcio, dichiarò che l'orgoglio per il proprio paese non deve mai mutare in un "nazionalismo sterile e rifiutante che sfocia nella xenofobia e nel disprezzo per le persone diverse".
Nel 1997 divenne colonnello in capo del Princess of Wales's Royal Regiment del British Army. Fu anche l'anno in cui vennero celebrati i suoi 25 anni di regno, mostrando il rispetto e l'affetto di cui godeva presso la popolazione.

#### Anni 2000-2010

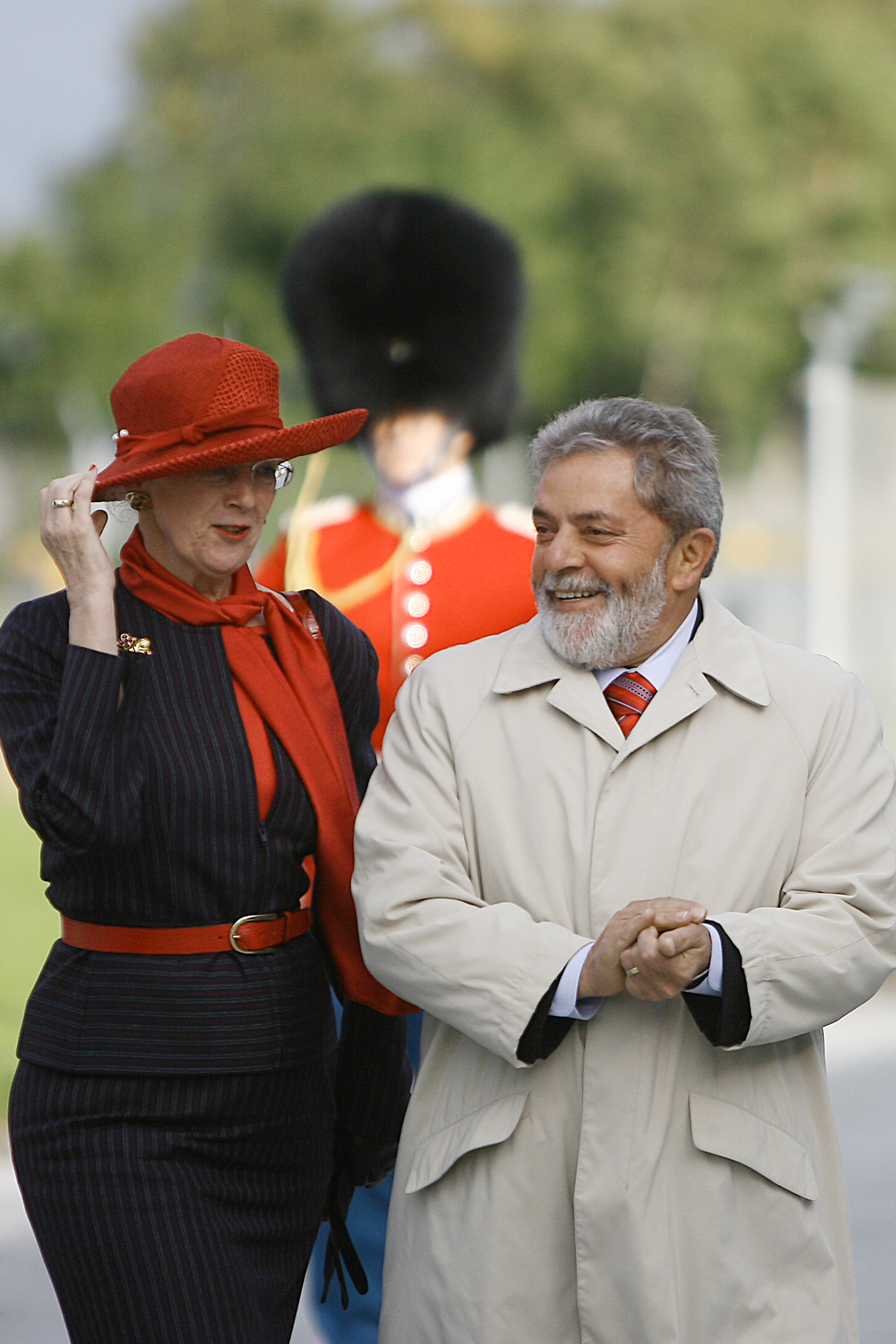
Margherita II con Lula nel 2007

Nel 2004 le fu conferito lo Hans Christian Andersen Pris per aver illustrato le fiabe di Andersen.
In un'intervista riportata nella biografia autorizzata Margrethe (2005), scritta dalla giornalista Annelise Bistrup, dichiarò: "C'è qualcosa di impressionante nelle persone per le quali la religione permea la vita dalla mattina alla sera" e definì l'islam radicale una "sfida che dobbiamo prendere sul serio. [...] Perché ci sono alcune cose verso le quali non dovremmo essere tolleranti. [...] quando siamo tolleranti, bisogna sapere se è per comodità o per convinzione".
Nel 2006 affermò che fosse importante comprendere i valori sui cui si basa la propria nazione, affinché coloro che giungono da altri paesi possano meglio comprendere la cultura danese per poi "inserirsi nella società". Nel 2010 il suo messaggio di fine anno fu trasmesso per la prima volta a livello globale dalla DR, consentendo di seguire il discorso ai cittadini residenti all'estero. Dal 3 al 6 febbraio 2011 si recò in visita di Stato in Bahrein per rafforzare i legami culturali e archeologici con la Danimarca.
Tuttavia, il viaggio causò scontentezza tra i partiti politici e l'opinione pubblica, poiché la regina conferì il prestigioso Ordine del Dannebrog al re assoluto Hamad bin Isa Al Khalifa. Diverse parti si rivolsero al Ministero degli affari esteri, che contribuisce alla pianificazione dei viaggi ufficiali. A marzo visitò in uniforme a Helmand i militari danesi impegnati nella guerra in Afghanistan. L'anno successivo rilasciò numerose interviste televisive nell'ambito delle celebrazioni del giubileo di rubino per i suoi 40 anni di regno.
Il 16 aprile 2015, in occasione dei suoi 75 anni, la Regia accademia danese di scienze e lettere istituì per la durata di venticinque anni il "Premio Scientifico della Regina Margherita II", che consiste in 100.000 corone da assegnare ogni anno a un ricercatore sotto i 50 anni. Nell'ottobre 2016 pubblicò il libro De dybeste rødder con il giornalista Thomas Larsen, in cui scrisse la storia della Danimarca a partire dalla preistoria ed espose le sue visioni in merito ai problemi d'integrazione del paese.

#### Anni 2020

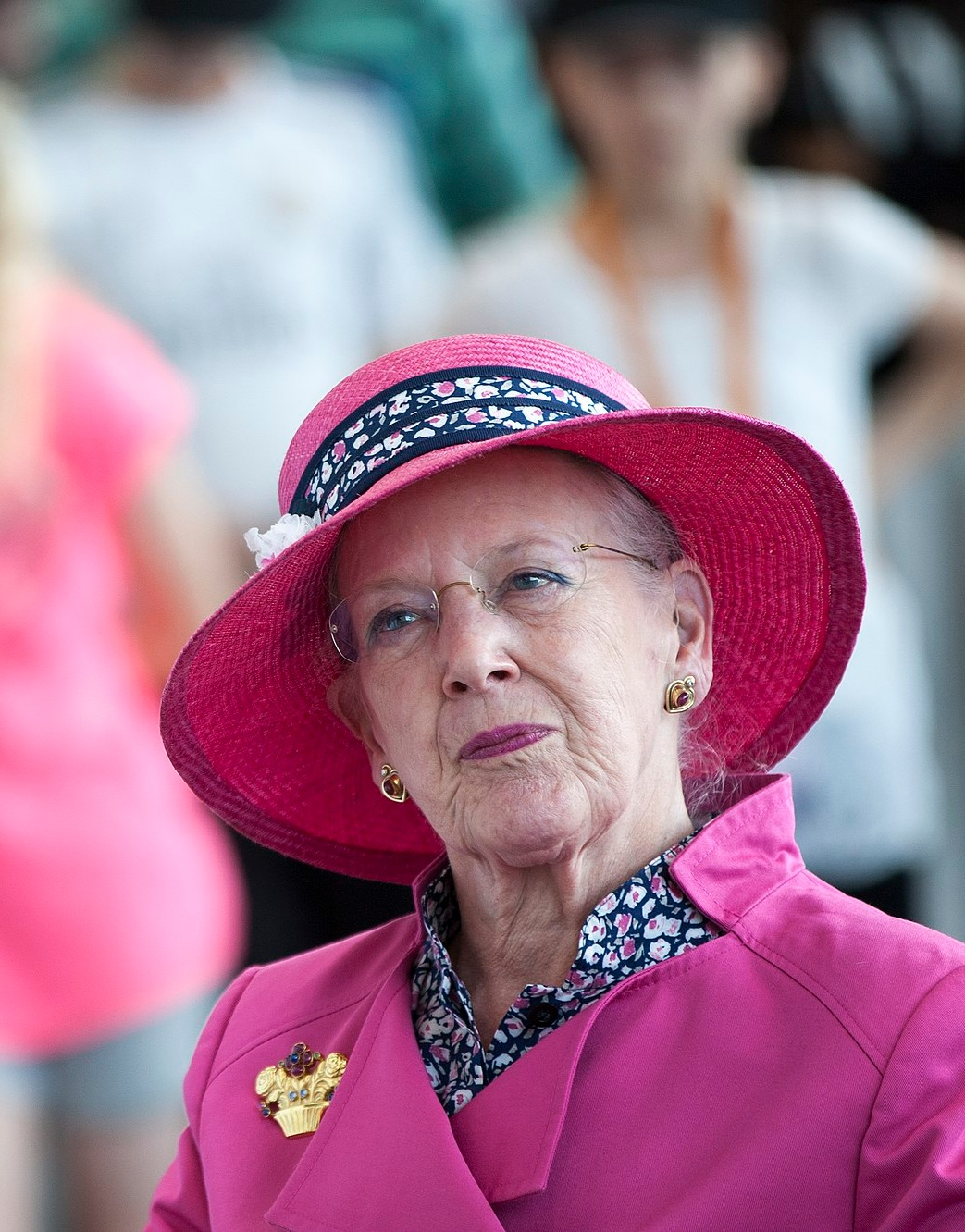
Margherita II nel 2016

La sera del 17 marzo 2020 tenne un discorso alla popolazione, invitando con tono rimproverante i cittadini a rispettare le precauzioni stabilite dal governo per contrastare la diffusione del COVID-19.
In un'intervista per il Politiken ad aprile, affermò di non credere che l'uomo fosse responsabile in modo diretto dei cambiamenti climatici e anche che "farsi prendere dal panico è un pessimo modo di affrontare i problemi". Le sue affermazioni fecero scaturire un dibattito tra chi riteneva che la regina non dovesse esprimersi su un tema così importante e chi invece la sosteneva nella sua seconda considerazione. Il parlamentare Sikandar Siddique giudicò quanto affermato "un'ingerenza grossolana, irresponsabile e decisamente fuorviante nel dibattito politico".
Nel luglio 2021 fece l'ultimo viaggio del suo regno nelle Fær Øer e a ottobre fu in Groenlandia. In autunno fu intervistata da diciotto danesi nel palazzo di Fredensborg e tra il 10 e il 13 novembre intraprese un'ultima visita di Stato recandosi in Germania. Durante il suo regno compì 55 viaggi e accolse in Danimarca 59 capi di Stato. Il 14 gennaio 2022 ebbe inizio l'anno giubilare per celebrare il suo mezzo secolo sul trono, con alcuni eventi rimandati nel corso dell'anno, prima a causa del COVID-19 e poi per la morte di Elisabetta II del Regno Unito. Venne insignita del Nordic Association's Language Award a settembre da Sonja di Norvegia, in riconoscimento al ruolo ricoperto per la comunità, la cooperazione e la lingua dei paesi nordici. Proprio per l'uso che fece della lingua in ambito pubblico, ricevette a novembre il Danske Taler's Honorary Award.
Come atto volto ad ammodernare la monarchia, il 28 settembre del 2022 la casa reale divulgò la decisione della sovrana di revocare i titoli di principi ai figli del suo secondogenito dal 1⁰ gennaio 2023, mantenendo loro il rango comitale. Lo scopo di Margherita II, secondo un comunicato ufficiale, era rendere i nipoti più indipendenti dall'istituzione monarchica. Nel gennaio del 2023 si dimise dal ruolo di patrona del premio Hans Christian Andersen, dopo che come presidente di giuria venne eletta l'illustratrice russa Anastasia Arkhipova, sostenitrice delle motivazioni di Putin volte a giustificare l'invasione dell'Ucraina.

#### Abdicazione

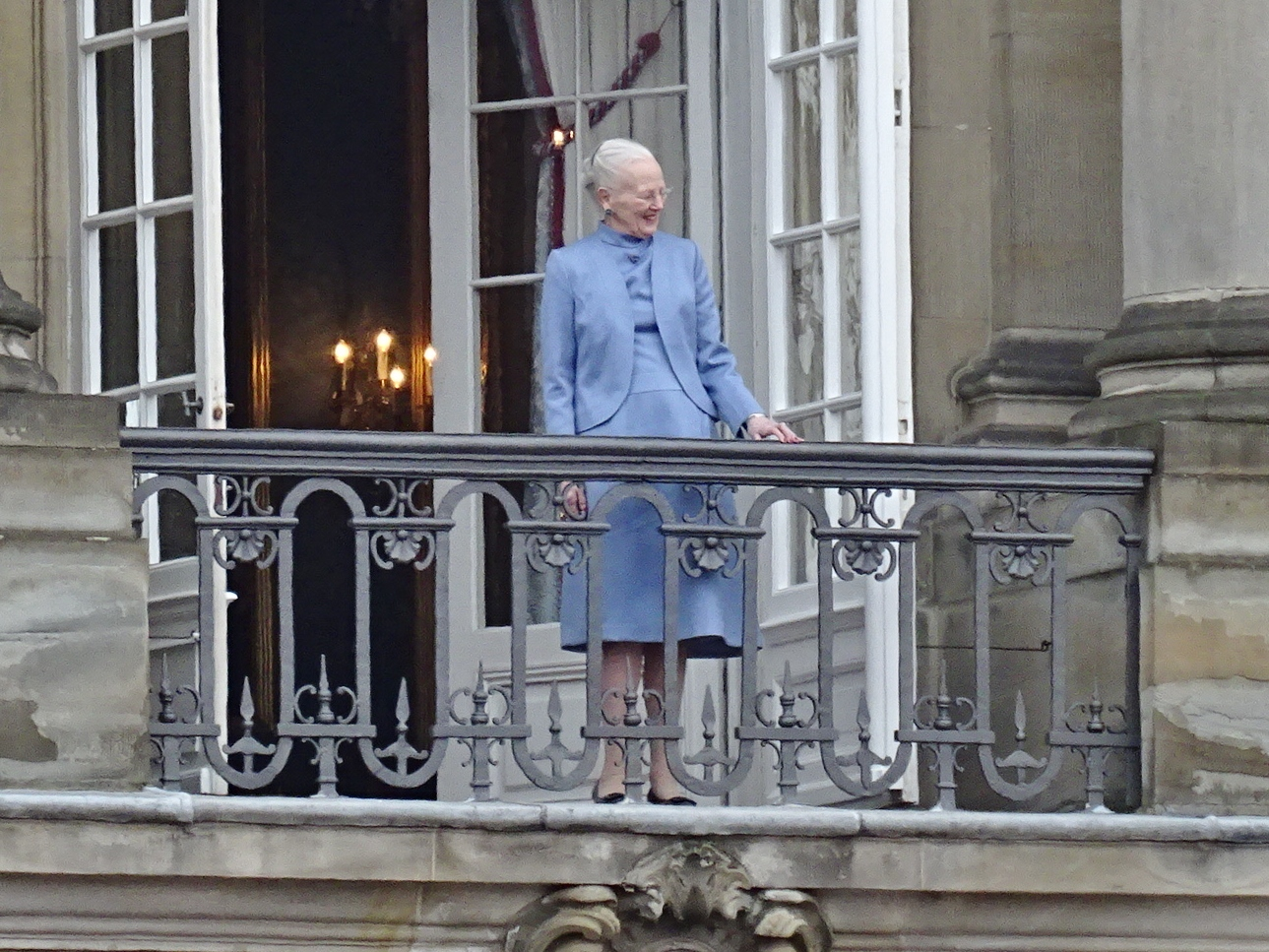
Margherita II nel giorno dei suoi 83 anni dal balcone di Amalienborg

Il 31 dicembre 2023, concludendo il discorso di fine anno alla nazione, annunciò la volontà di abdicare menzionando l'intervento subito alla schiena a febbraio.
La primo ministro Mette Frederiksen rilasciò un comunicato ufficiale, affermando che "la regina Margherita è l'epitome della Danimarca e nel corso degli anni ha espresso parole e sentimenti su chi siamo come popolo e come nazione". Aveva sempre dichiarato che avrebbe regnato fino alla morte e i media danesi hanno definito l'annuncio come "assolutamente storico". Margherita II, infatti, è il primo monarca danese ad abdicare dai tempi di Cristiano II, che lasciò il trono nel 1523.
Dall'8 al 12 gennaio 2024 la DR e la TV 2 trasmisero il programma Danmarks dronning - den største tak, riunendo personalità quali musicisti e artisti come ringraziamento al servizio della regina. Nella serata dell'ultima puntata è stato trasmesso un videomessaggio in cui Margherita II ha a sua volta ringraziato i presenti dal palazzo di Amalienborg. Ha firmato l'atto di abdicazione il 14 gennaio, dopo aver riunito il Consiglio di Stato presso il palazzo di Christiansborg alle ore 14:00.

### Salute
Nel 1992 fu operata per artrosi al ginocchio sinistro e nel 1993 al ginocchio destro a causa di altri dolori. Nel luglio del 1994 subì un intervento all'Ospedale municipale di Aarhus per la rimozione di un tumore dell'utero. Nel 1996 fu ricoverata per via di una reazione allergica acuta e nuovamente nell'agosto del 1997 e nel 2001 per problemi alle ginocchia. Otto Sneppen fu il suo chirurgo ortopedico. Nel 2003 venne operata per stenosi spinale.
Margherita II cominciò a fumare all'età di 17 anni. Ricevette spesso critiche per il suo attaccamento al fumo e nel novembre 2006 la corte reale annunciò che la regina avrebbe smesso di fumare in pubblico, in vista della legge apposita adottata nel 2007. Il 9 febbraio 2022 risultò positiva al COVID-19 e restò in isolamento fino al 13 febbraio. Fu positiva per la seconda volta il 21 settembre e la fine del suo isolamento venne confermata il 26 settembre.
Il 22 febbraio 2023 fu sottoposta a un ampio intervento chirurgico alla schiena. Prima dell'operazione smise di fumare.

## Attività e immagine

### Interessi artistici

#### Anni 1960-1970

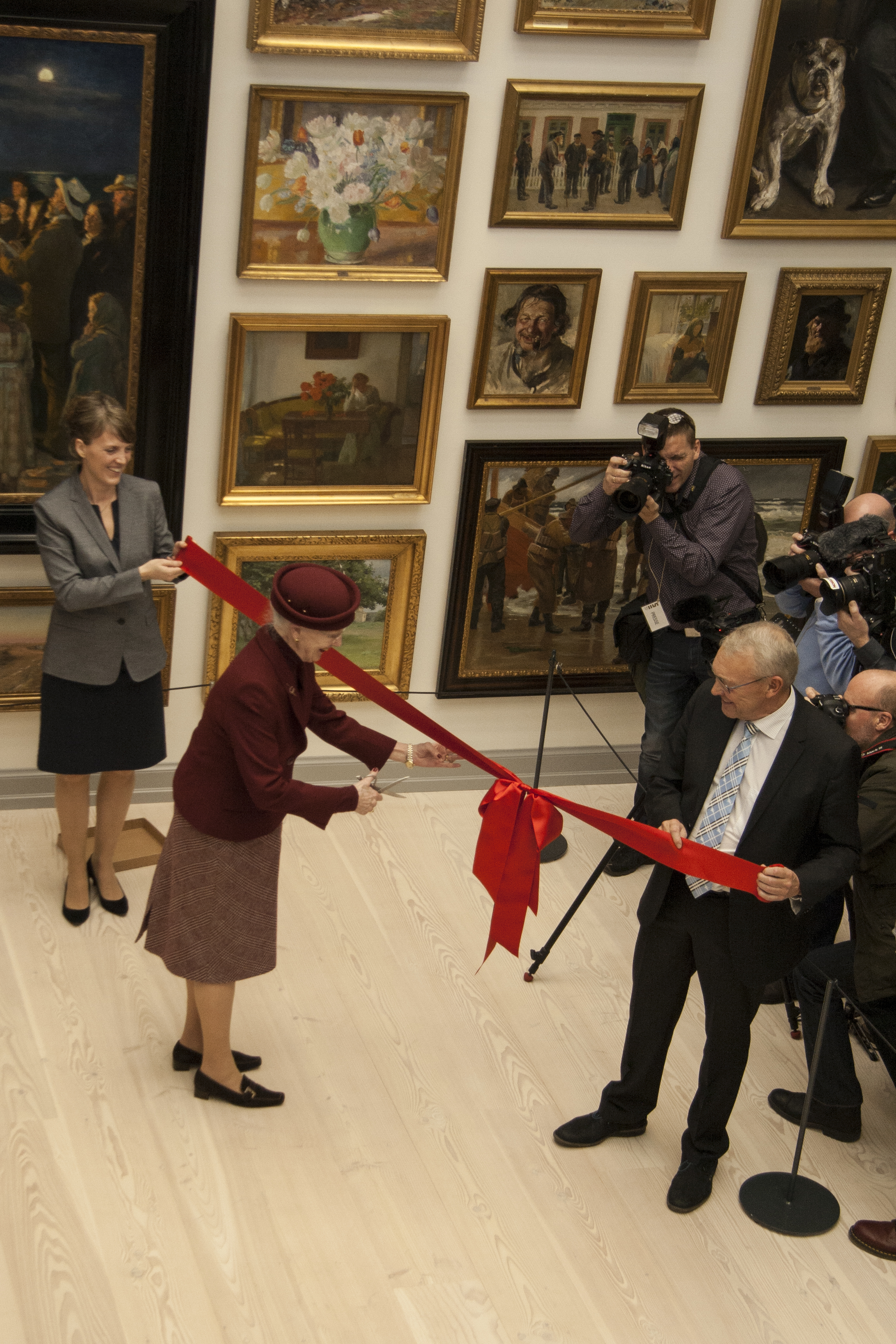
Margherita II inaugura la riapertura del museo di Skagen, febbraio 2016

Conosciuta per la sua vena creativa, ha spaziato tra la pittura ad acquerello, ad acrilico, la produzione di paramenti sacri, costumi, illustrazioni, découpage, litografie, scenografie. Nel 1964 donò quattro disegni con motivi orientali all'Associazione danese per la lotta alla sclerosi multipla, che li vendette in un opuscolo per scopi benefici. Disegnò il francobollo di Natale della Danimarca in tre occasioni (1970, 2003, 2015) e della Groenlandia nel 1983. Ispirò al francobollo del 2003 il design degli arazzi con 24 tasche che introdusse come calendario dell'avvento per i suoi nipoti.
Mentre studiava a Cambridge, Margherita illustrò Il Signore degli Anelli volendo concretizzare la sua interpretazione del romanzo. A inizio anni '70 inviò le scene a Tolkien, il quale non gradiva che gli artisti illustrassero i suoi testi, in modo da lasciare campo libero all'immaginazione del lettore. Riuscì ad apprezzare le opere della regina per la misteriosa atmosfera dei suoi paesaggi e la completa assenza di personaggi. I suoi lavori, infatti, espongono ambientazioni dal naturalismo mistico e stilizzato, lasciando emergere scenari enigmatici e dal tratto marcatamente nordico. Quando Tolkien morì nel 1973, vennero scoperti alcuni suoi commenti ai disegni di Margherita II. Nel 1977 fu pubblicata l'edizione del libro con le illustrazioni della sovrana (nuovamente nel 2001 e nel 2021), che adoperò lo pseudonimo Ingahild Grathmer.
Il suo nome d'arte ha origine dall'unione dei suoi ultimi due nomi di battesimo (Ingrid e Þórhildur) e dall'anagramma del suo primo nome in danese, Margrethe. Ha realizzato disegni e ricami per le casule della chiesa del palazzo di Christiansborg (1976) e per gli abiti vescovili delle cattedrali di Helsingör (1986), Haderslev (1987-1988), Viborg (1988), Aarhus (1993-1995). Nel 1978, per celebrare i 50 anni della Håndarbejdets Fremmes, associazione promotrice dell'artigianato, donò un calendario da lei realizzato a punto croce. Nel 1979 illustrò un'edizione sulle storie di Ragnarr Loðbrók, a favore del comitato UNICEF danese.

#### Anni 1980-2020

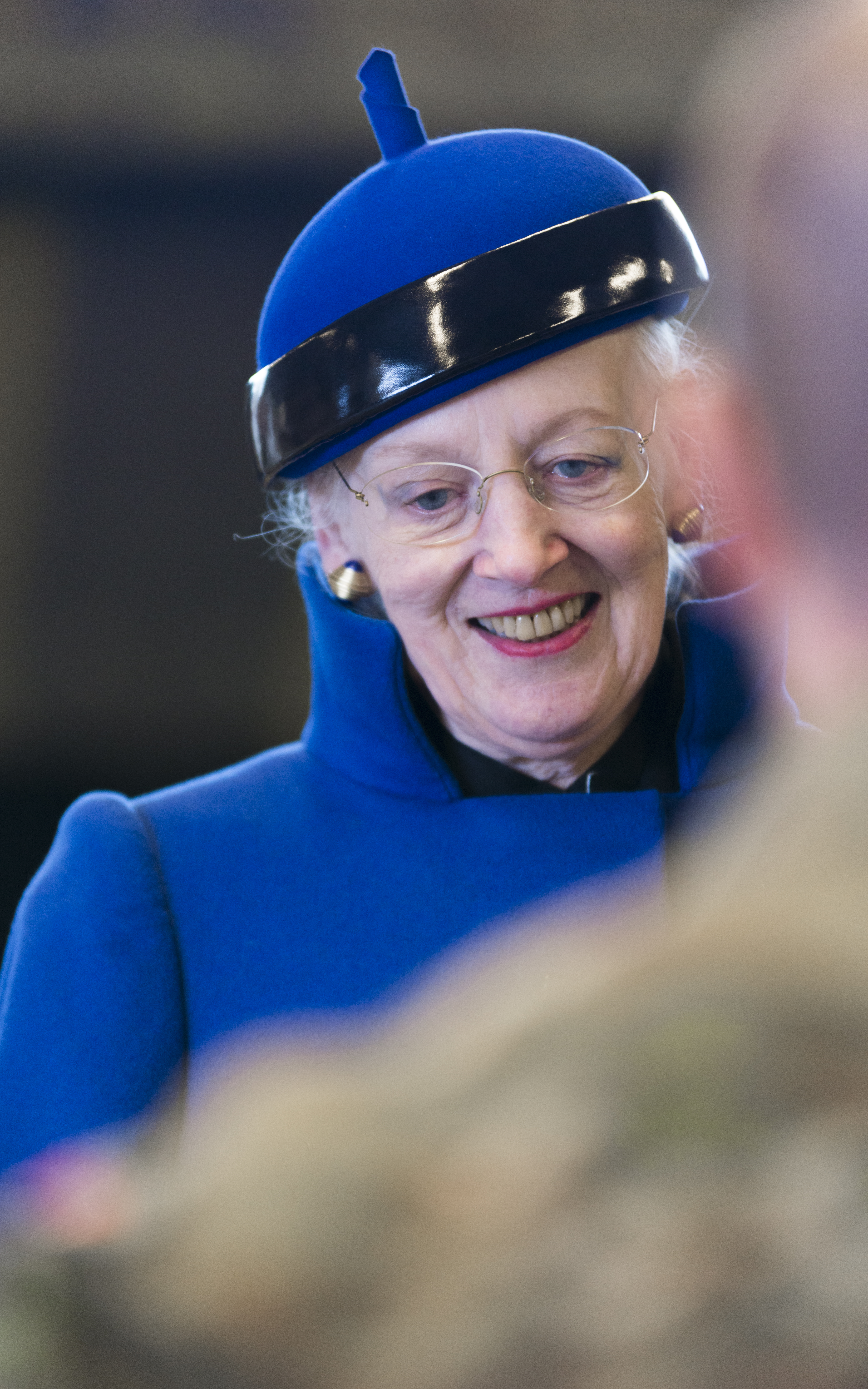
Margherita II a Varde nell'aprile 2016

Nel 1981 tradusse in danese con suo marito Tutti gli uomini sono mortali di Simone de Beauvoir, con lo pseudonimo H.M. Vejerbjerg. Illustrò il poema epico Bjarkamál (1982) e da quando espose al Køge Skitsesamling, nel 1988, ha tenuto mostre personali in Danimarca e all'estero, ad esempio in Norvegia (1991, 2003), Odense (2003), nel Museo Stibbert di Firenze (2006) e al Museo d'arte religiosa di Lemvig (2009). In teatro e televisione ha realizzato, tra gli altri, i costumi degli spettacoli La pastorella e lo spazzacamino (1987), Et Folkesagn (1991) al Teatro reale danese e per il film De vilde svaner (2009).
Ha creato i découpage per i libri La regina delle nevi di Hans Christian Andersen (2000) e Sette storie gotiche di Karen Blixen (2003). Nel 2000, su richiesta della Società Biblica Danese, scelse di illustrare una serie di episodi tratti dalla Bibbia per la pubblicazione di un'edizione congiunta tra Danimarca, Groenlandia e Fær Øer. Per realizzare la copertina fuse la croce danese, il quadrifoglio groenlandese e la croce a ruota faroese. Nel 2001 lavorò alla pala d'altare della Skei Fjellkirke di Østre Gausdal.
In occasione dei suoi 40 anni di regno si svolse la mostra "Farvens sjæl" all'ARKEN a Ishøj, che mostrò il suo progresso artistico nell'arco di 35 anni. Nel 2017 realizzò un paliotto con la rosa di Lutero per la chiesa del castello di Wittenberg, in occasione dei 500 anni della riforma protestante, ed espose i suoi ricami al Koldinghus nel 2021. Ha realizzato i costumi e le scenografie de La regina delle nevi ai giardini di Tivoli (2021) e di Ehrengard - L'arte della seduzione (2023). Quest'ultimo film le è valso il premio Robert per i migliori costumi nel 2024.

#### Archeologia e altro
Il suo interesse per l'archeologia è proseguito in età adulta con la fondazione del Dronning Margrethe II's Arkæologiske Fond, che promuove la divulgazione e la ricerca archeologica danese.
Altro suo interesse è la teologia luterana, che ha coltivato in circoli di studio con importanti teologi evangelici danesi. Ha coniato il termine "internazionalese" per identificare "una lingua impersonale, che non è di nessuno".

### Immagine pubblica

#### Personalità e discorsi di fine anno

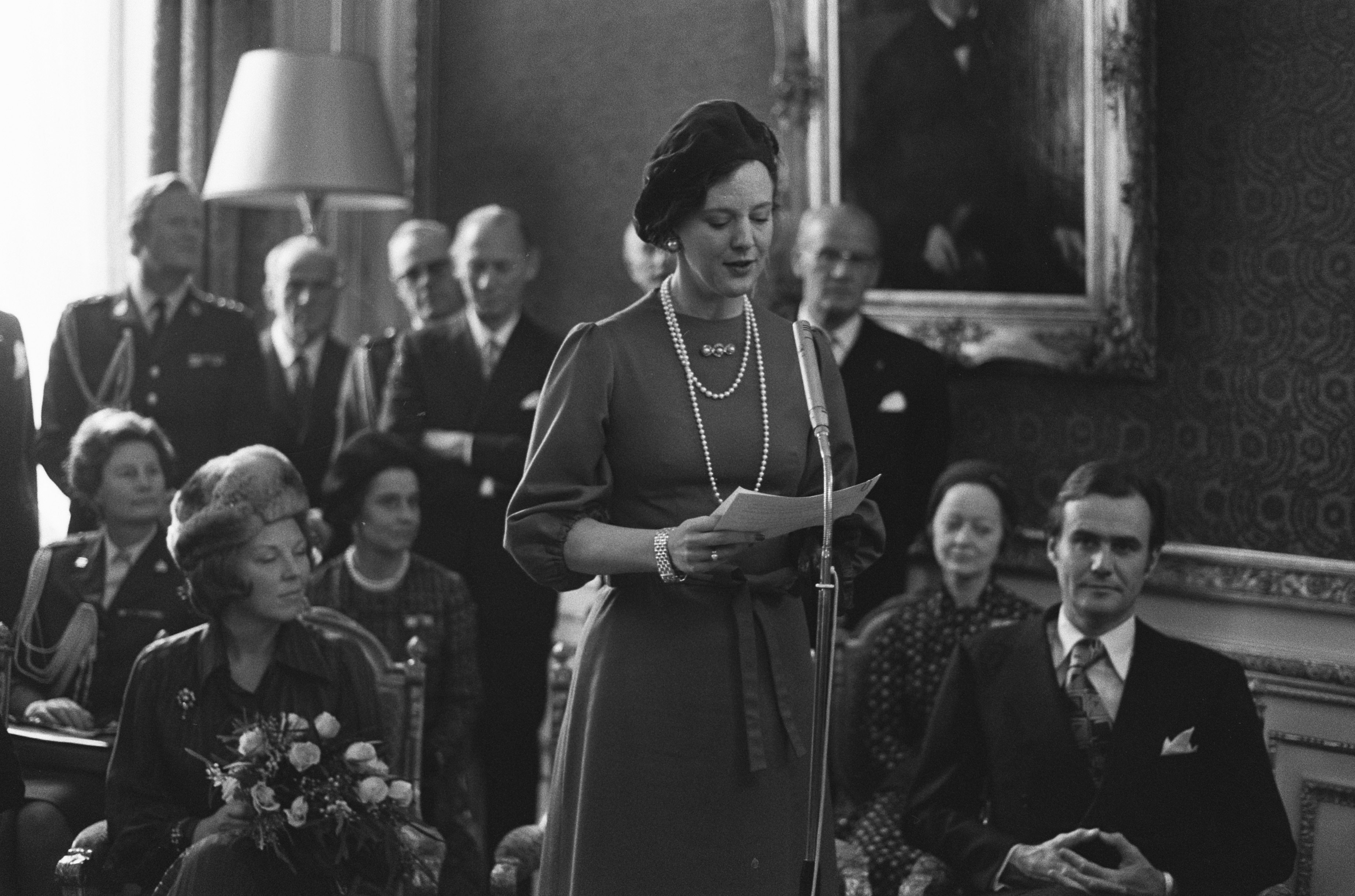
Margherita II nei Paesi Bassi in visita alla residenza di Ivo Samkalden, 1975

Margherita II è stata apprezzata per aver manifestato un comportamento intelligente, consapevole e modesto, improntato al contempo all'umorismo e al mantenimento delle tradizioni della casa reale. A partire dall'inizio del suo regno, che vedeva una netta divisione tra i repubblicani e i monarchici (al 45%), il sostegno alla famiglia reale aumentò dagli anni della guerra fredda fino al terzo millennio, per raggiungere l'82% nel 2012 secondo un sondaggio effettuato da Voxmeter. Un sondaggio del 2020 mostrò che il 59% della popolazione riteneva giusto che le fosse conferito l'appannaggio di 90 milioni corone.
Nei suoi messaggi di fine anno, le cui bozze venivano elaborate dall'ufficio del primo ministro per essere riviste e completate dalla regina, rafforzò ciò che di innovativo fu introdotto da suo padre. Impostò i suoi discorsi secondo un punto di vista personale, adoperando un caratteristico tono espressivo e un po' arcaico, per sollevare un'ampia gamma di questioni riguardanti la società, la cultura o i valori umani.
Così facendo concretizzò e rese meno formale il linguaggio istituzionale, utilizzando talvolta un atteggiamento rimproverante laddove determinate tendenze di comportamento andavano in conflitto ai valori della società danese. I suoi commenti agli eventi di ogni anno promuovevano, quindi, i concetti di decoro sociale, apertura, buona volontà reciproca, tolleranza e responsabilità. I discorsi della regina sono stati oggetto di analisi da parte di stampa, commentatori, esperti della casa reale e storici.
Secondo il Copenhagen Post, i suoi discorsi hanno spesso "avuto un grande impatto sulla nazione [...] ispirano le persone [...] ad apportare cambiamenti positivi nella loro vita", mentre dal punto di vista politico ha "contribuito a realizzare una maggiore unità tra i diversi partiti politici [...] Intervenendo su questioni che riguardano tutti i danesi, ha contribuito a promuovere un'atmosfera di cooperazione tra le varie fazioni", facendo leva sulla "storia e i valori condivisi".

#### Moda

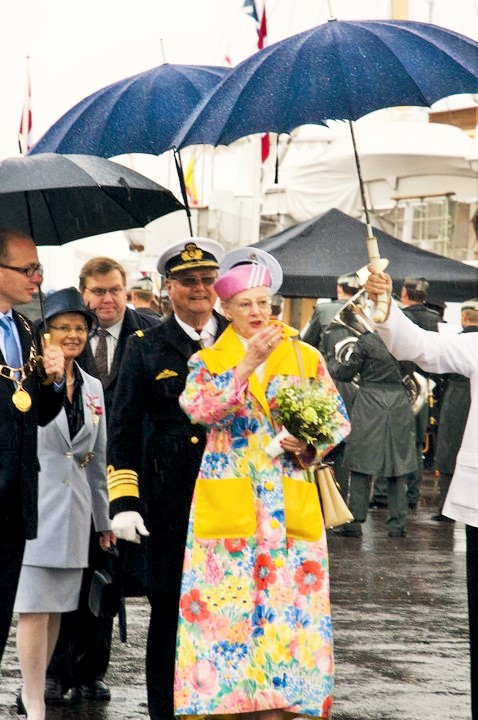
La regina Margherita II a Kolding nel 2010 con indosso il suo impermeabile

La regina è nota per il suo modo di vestire vivace e appariscente, al punto che nel 2012 venne pubblicato un libro sui suoi abiti da Katia Johansen.
Sui suoi vestiti più famosi fu realizzata una mostra in occasione del suo 75⁰ compleanno nel castello di Frederiksborg. Tra i pezzi in esposizione ci furono il pittoresco impermeabile realizzato con una tovaglia cerata a metà anni '90 da Jørgen Bender e un abito da gala cucito su disegno di Birgitte Thaulow nel 2010.
Nel 2013 il The Guardian la incluse nell'elenco dei "50 over 50 meglio vestiti". Nel 2018 la designer debuttante Julie Brøgger omaggiò lo stile della regina con una collezione primavera-estate 2019.

#### Teatro
Per quarant'anni il comico Ulf Pilgaard si esibì presso il Cirkusrevyen di Bakken, a nord di Copenaghen, parodiando molto spesso Margherita II con indosso abiti sgargianti o una sigaretta all'angolo della bocca. Il 3 ottobre 2021, in conclusione all'ultima imitazione della sua carriera, la regina salì sul palco senza preavviso per donargli un posacenere fatto d'argento con inciso il suo monogramma. Entrò dopo che il comico disse "Gud bevare Danmark" (Dio salvi la Danimarca), la famosa frase pronunciata dalla regina alla fine dei suoi discorsi di fine anno.
Il 23 giugno 2023 si tenne la prima del musical Margrethe al Teatro reale danese, incentrato sulla vita della regina e prodotto in occasione dei suoi 50 anni di regno, compiuti nel 2022.

## Primi ministri
Margherita II ha avuto 9 primi ministri in Danimarca (con 25 governi), 10 nelle Fær Øer (con 19 governi) e 7 in Groenlandia (con 22 governi).

### Danimarca
1. Jens Otto Krag (III: 1971-1972);
2. Anker Jørgensen (I: 1972-1973; II, III, IV, V: 1975-1982);
3. Poul Hartling (1973-1975);
4. Poul Schlüter (I, II, III, IV: 1982-1993);
5. Poul Nyrup Rasmussen (I, II, III, IV: 1993-2001);
6. Anders Fogh Rasmussen (I, II, III: 2001-2009);
7. Lars Løkke Rasmussen (I: 2009-2011; II, III: 2015-2019);
8. Helle Thorning-Schmidt (I, II: 2011-2015);
9. Mette Frederiksen (I: 2019-2022; II: 2022-in carica).

### Fær Øer
1. Atli Dam (I: 1970-1975; II: 1975-1979; III: 1979-1981; IV: 1985-1989; V: 1991-1993);
2. Pauli Ellefsen (1981-1985);
3. Jógvan Sundstein (1989-1991);
4. Marita Petersen (1993-1994);
5. Edmund Joensen (I: 1994-1996; II: 1996-1998);
6. Anfinn Kallsberg (I: 1998-2002; II: 2002-2004);
7. Jóannes Eidesgaard (I: 2004-2008; II: 2004-2008);
8. Kaj Leo Johannesen (I: 2008-2011; II: 2011-2015);
9. Aksel V. Johannesen (I: 2015-2019; II: 2022-in carica)
10. Bárður á Steig Nielsen (2019-2022).

### Groenlandia
1. Jonathan Motzfeldt (I, II, III, IV: 1979-1991; V, VI: 1997-2002);
2. Lars Emil Johansen (1991-1997);
3. Hans Enoksen (I, II: 2002-2009);
4. Kuupik Kleist (I, II: 2009-2013);
5. Aleqa Hammond (2013-2014);
6. Kim Kielsen (I, II, III, IV, V, VI, VII, VIII: 2014-2021);
7. Múte Bourup Egede (I: 2021-2022; II: 2022-2024).

## Discendenza

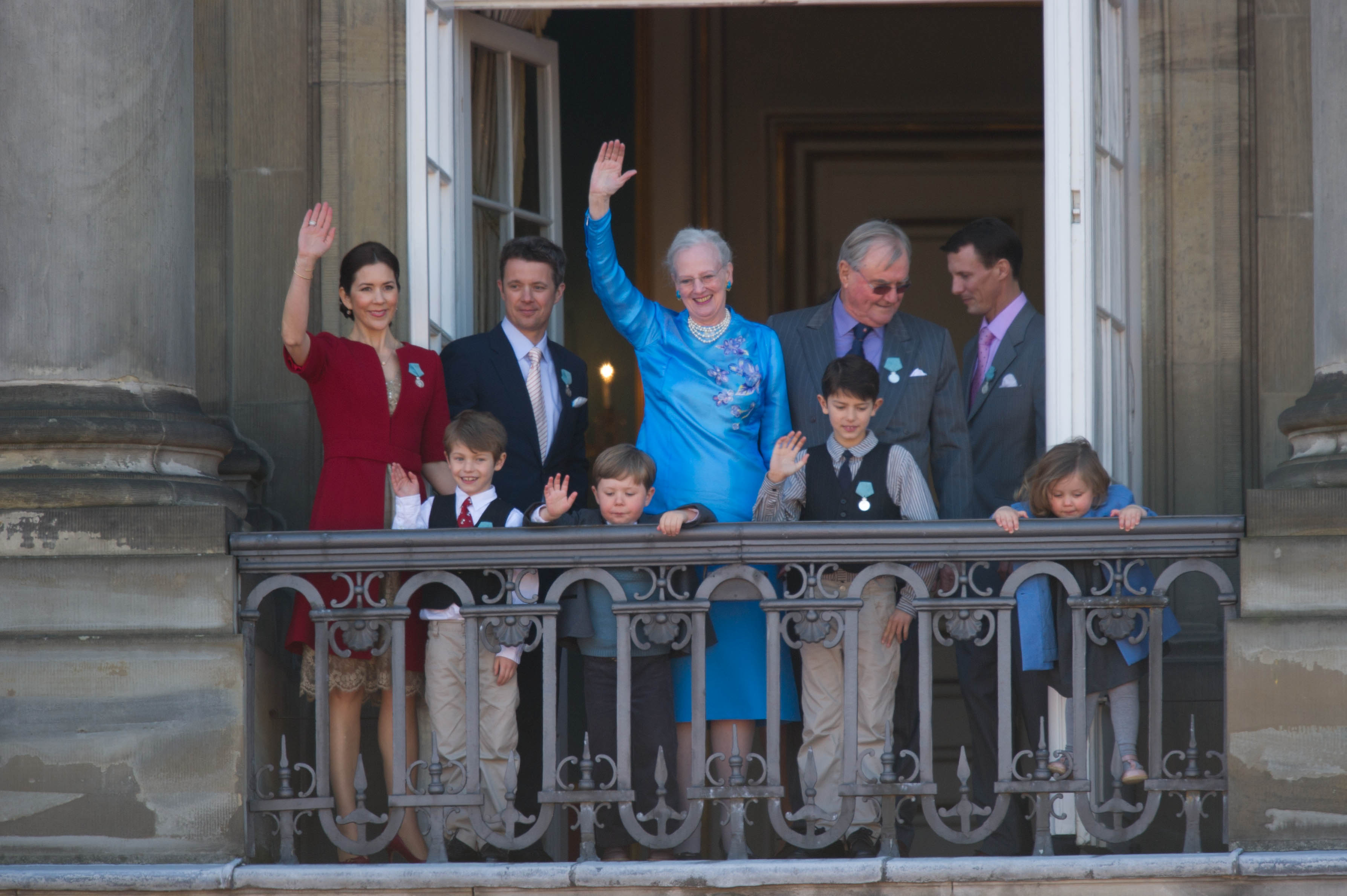
Margherita II con la famiglia nel 2010

Margherita II di Danimarca ed Henri de Laborde de Monpezat ebbero due figli:
- Re Federico X (1968), con la moglie Mary Donaldson (1972) ha avuto quattro figli;
- Principe Gioacchino (1969), con la prima moglie Alexandra Manley (1964) ha avuto due figli, così come dalla seconda moglie Marie Cavallier (1976).

Nel 2008 la regina annunciò che i suoi discendenti in linea maschile avrebbero portato l'ulteriore titolo di conte di Monpezat, che ereditavano dal marito Henri.

## Titoli e trattamento
- 16 aprile 1940 - 17 giugno 1944: Sua Altezza Reale, la principessa Margherita di Danimarca e Islanda
  - In danese: Hendes Kongelige Højhed, prinsesse Margrethe af Danmark og Island
- 17 giugno 1944 - 5 giugno 1953: Sua Altezza Reale, la principessa Margherita di Danimarca
  - In danese: Hendes Kongelige Højhed, prinsesse Margrethe af Danmark
- 5 giugno 1953 - 14 gennaio 1972: Sua Altezza Reale, la principessa Margherita di Danimarca, l'erede al trono[8]
  - In danese: Hendes Kongelige Højhed, prinsesse Margrethe til Danmark, tronfølgeren
- 14 gennaio 1972 - 14 gennaio 2024: Sua Maestà, la regina di Danimarca
  - In danese: Hendes Majestæt, Danmarks dronning
- 14 gennaio 2024 - attuale: Sua Maestà, la regina Margherita II di Danimarca
  - in danese: Hendes Majestæt, Danmarks dronning Margrethe II

### Stemmi e stendardi

Monogramma di Margherita II

### Onorificenze danesi

Stendardo reale della Danimarca.

Monogramma reale della Regina Margherita II di Danimarca

Monogramma privato della Regina Margherita II di Danimarca

Monogramma di coppia di Margherita II e il marito Henrik, principe consorte

### Onorificenze straniere

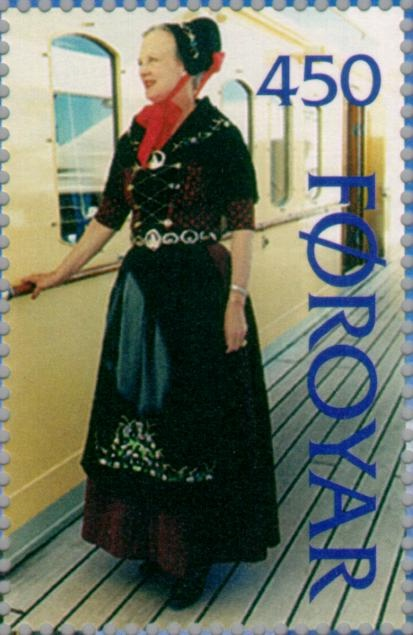
Margherita II con un abito tradizionale delle isole Fær Øer. Francobollo del 14 gennaio 1997.

## Ascendenza
|                             |                     |                                 | Genitori                          |  |  | Nonni |  |  | Bisnonni                   |  |  | Trisnonni                 |  |
|                             |                     |                                 |                                   |  |  |       |  |  | Federico VIII di Danimarca |  |  | Cristiano IX di Danimarca |  |
|                             |                     |                                 |                                   |  |  |       |  |  | Federico VIII di Danimarca |  |  | Cristiano IX di Danimarca |  |
|                             |                     | Luisa d'Assia-Kassel            |                                   |  |  |       |  |  | Federico VIII di Danimarca |  |  |                           |  |
| Cristiano X di Danimarca    |                     |                                 |                                   |  |  |       |  |  | Federico VIII di Danimarca |  |  |                           |  |
|                             |                     | Luisa di Svezia                 | Carlo XV di Svezia                |  |  |       |  |  |                            |  |  |                           |  |
|                             |                     | Luisa di Svezia                 | Carlo XV di Svezia                |  |  |       |  |  |                            |  |  |                           |  |
|                             |                     | Luisa di Svezia                 | Luisa dei Paesi Bassi             |  |  |       |  |  |                            |  |  |                           |  |
| Federico IX di Danimarca    |                     | Luisa di Svezia                 |                                   |  |  |       |  |  |                            |  |  |                           |  |
|                             |                     | Federico III di Meclemburgo     | Federico II di Meclemburgo        |  |  |       |  |  |                            |  |  |                           |  |
|                             |                     | Federico III di Meclemburgo     | Federico II di Meclemburgo        |  |  |       |  |  |                            |  |  |                           |  |
|                             |                     | Federico III di Meclemburgo     | Augusta di Reuss-Köstritz         |  |  |       |  |  |                            |  |  |                           |  |
| Alessandrina di Meclemburgo |                     | Federico III di Meclemburgo     |                                   |  |  |       |  |  |                            |  |  |                           |  |
|                             |                     | Anastasija Michajlovna Romanova | Michail Nikolaevič Romanov        |  |  |       |  |  |                            |  |  |                           |  |
|                             |                     | Anastasija Michajlovna Romanova | Michail Nikolaevič Romanov        |  |  |       |  |  |                            |  |  |                           |  |
|                             |                     | Anastasija Michajlovna Romanova | Cecilia di Baden                  |  |  |       |  |  |                            |  |  |                           |  |
| Margherita II di Danimarca  |                     | Anastasija Michajlovna Romanova |                                   |  |  |       |  |  |                            |  |  |                           |  |
|                             | Gustavo V di Svezia | Oscar II di Svezia              |                                   |  |  |       |  |  |                            |  |  |                           |  |
|                             | Gustavo V di Svezia | Oscar II di Svezia              |                                   |  |  |       |  |  |                            |  |  |                           |  |
|                             | Gustavo V di Svezia | Sofia di Nassau                 |                                   |  |  |       |  |  |                            |  |  |                           |  |
| Gustavo VI Adolfo di Svezia | Gustavo V di Svezia |                                 |                                   |  |  |       |  |  |                            |  |  |                           |  |
|                             |                     | Vittoria di Baden               | Federico I di Baden               |  |  |       |  |  |                            |  |  |                           |  |
|                             |                     | Vittoria di Baden               | Federico I di Baden               |  |  |       |  |  |                            |  |  |                           |  |
|                             |                     | Vittoria di Baden               | Luisa di Prussia                  |  |  |       |  |  |                            |  |  |                           |  |
| Ingrid di Svezia            |                     | Vittoria di Baden               |                                   |  |  |       |  |  |                            |  |  |                           |  |
|                             |                     | Arturo di Connaught             | Alberto di Sassonia-Coburgo-Gotha |  |  |       |  |  |                            |  |  |                           |  |
|                             |                     | Arturo di Connaught             | Alberto di Sassonia-Coburgo-Gotha |  |  |       |  |  |                            |  |  |                           |  |
|                             |                     | Arturo di Connaught             | Vittoria del Regno Unito          |  |  |       |  |  |                            |  |  |                           |  |
| Margherita di Connaught     |                     | Arturo di Connaught             |                                   |  |  |       |  |  |                            |  |  |                           |  |
|                             |                     | Luisa Margherita di Prussia     | Federico Carlo di Prussia         |  |  |       |  |  |                            |  |  |                           |  |
|                             |                     | Luisa Margherita di Prussia     | Federico Carlo di Prussia         |  |  |       |  |  |                            |  |  |                           |  |
|                             |                     | Luisa Margherita di Prussia     | Maria Anna di Anhalt              |  |  |       |  |  |                            |  |  |                           |  |
|                             |                     | Luisa Margherita di Prussia     |                                   |  |  |       |  |  |                            |  |  |                           |  |

## Onorificenze

### Posizioni militari onorarie
- Colonnello in Capo Alleato del Queen's Regiment del British Army (1972-1992);[17]
- Colonnello in Capo Alleato del Princess of Wales's Royal Regiment del British Army (1992-1997);[17]
- Colonnello in Capo del Princess of Wales's Royal Regiment del British Army (dal 1997).[17]

### Altri riconoscimenti
- Modersmål-Prisen (1989);[7]
- Hans Christian Andersen Priskomite (2004);[29]
- Nordic Association's Language Award (2022);[49]
- Danske Taler's Honorary Award (2022);[49]
- Premio Robert per i migliori costumi (2024).[77]